# Canoa/kayak ai Giochi della XXVIII Olimpiade - C1 500 metri maschile

## Batterie
Hanno partecipato alle batterie di qualificazione 19 atleti: i primi delle tre batterie si sono qualificati direttamente per la finale, mentre i restanti 16 hanno disputato le semifinali.
24 agosto 2004
| Posizione | Atleta               | Paese       | Tempo       |
| --------- | -------------------- | ----------- | ----------- |
| 1         | Andreas Dittmer      | Germania    | 1:49.146 QF |
| 2         | Martin Marinov       | Australia   | 1:49.698 QS |
| 3         | Aldo Pruna Díaz      | Cuba        | 1:50.246 QS |
| 4         | Aljaksandar Žukoŭski | Bielorussia | 1:50.378 QS |
| 5         | Andreas Kilingaridīs | Grecia      | 1:53.662 QS |
| 6         | Yuriy Cheban         | Ucraina     | 2:00.238 QS |
| 7         | Darwin Correa        | Uruguay     | 2:02.014 QS |

| Posizione | Atleta               | Paese      | Tempo       |
| --------- | -------------------- | ---------- | ----------- |
| 1         | Maxim Opalev         | Russia     | 1:48.144 QF |
| 2         | Dagnis Vinogradovs   | Lettonia   | 1:50.776 QS |
| 3         | Florin Mironcic      | Romania    | 1:51.568 QS |
| 4         | Wang Bing            | Cina       | 1:51.920 QS |
| 5         | Emanuel Horvatiček   | Croazia    | 1:55.528 QS |
| 6         | Qaisar Nūrmağambetov | Kazakistan | 1:55.636 QS |

| Posizione | Atleta            | Paese      | Tempo       |
| --------- | ----------------- | ---------- | ----------- |
| 1         | David Cal         | Spagna     | 1:48.397 QF |
| 2         | Martin Doktor     | Rep. Ceca  | 1:49.557 QS |
| 3         | Richard Dalton    | Canada     | 1:50.005 QS |
| 4         | Márton Joób       | Ungheria   | 1:51.025 QS |
| 5         | Stanimir Atanasov | Bulgaria   | 1:52.917 QS |
| 6         | Marián Ostrčil    | Slovacchia | 1:58.357 QS |

## Semifinali
I primi tre atleti di ogni semifinale si sono qualificati per la finale, raggiungendo i tre già qualificati.
26 agosto 2004
| Posizione | Atleta               | Paese      | Tempo       |
| --------- | -------------------- | ---------- | ----------- |
| 1         | Martin Doktor        | Rep. Ceca  | 1:50.253 QF |
| 2         | Márton Joób          | Ungheria   | 1:50.813 QF |
| 3         | Wang Bing            | Cina       | 1:51.649 QF |
| 4         | Aldo Pruna Díaz      | Cuba       | 1:53.229    |
| 5         | Qaisar Nūrmağambetov | Kazakistan | 1:53.333    |
| 6         | Yuriy Cheban         | Ucraina    | 1:53.385    |
| 7         | Andreas Kilingaridīs | Grecia     | 1:53.793    |
| 8         | Florin Mironcic      | Romania    | 1:53.957    |

| Posizione | Atleta               | Paese       | Tempo       |
| --------- | -------------------- | ----------- | ----------- |
| 1         | Aljaksandar Žukoŭski | Bielorussia | 1:50.563 QF |
| 2         | Stanimir Atanasov    | Bulgaria    | 1:50.631 QF |
| 3         | Richard Dalton       | Canada      | 1:51.027 QF |
| 4         | Martin Marinov       | Australia   | 1:51.219    |
| 5         | Dagnis Vinogradovs   | Lettonia    | 1:52.511    |
| 6         | Marián Ostrčil       | Slovacchia  | 1:52.871    |
| 7         | Darwin Correa        | Uruguay     | 1:58.727    |
| 8         | Emanuel Horvatiček   | Croazia     | 2:06.347    |

## Finale
28 agosto 2004
| Posizione | Atleta               | Paese       | Tempo    |
| --------- | -------------------- | ----------- | -------- |
|           | Andreas Dittmer      | Germania    | 1:46.383 |
|           | David Cal            | Spagna      | 1:46.723 |
|           | Maxim Opalev         | Russia      | 1:47.767 |
| 4         | Aljaksandar Žukoŭski | Bielorussia | 1:47.903 |
| 4         | Martin Doktor        | Rep. Ceca   | 1:47.999 |
| 6         | Richard Dalton       | Canada      | 1:48.103 |
| 7         | Márton Joób          | Ungheria    | 1:48.195 |
| 8         | Stanimir Atanasov    | Bulgaria    | 1:49.759 |
| 9         | Wang Bing            | Cina        | 1:49.903 |